# Diocesi di Capocilla
La diocesi di Capocilla (in latino: Dioecesis Capitis Cillensis) è una sede soppressa e sede titolare della Chiesa cattolica.

## Storia
Capocilla, forse identificabile con le rovine di El-Gouéa nell'odierna Algeria, è un'antica sede episcopale della provincia romana della Mauritania Cesariense.
Unico vescovo conosciuto di questa diocesi africana è Forte, il cui nome appare al 38º posto nella lista dei vescovi della Mauritania Cesariense convocati a Cartagine dal re vandalo Unerico nel 484; Forte, come tutti gli altri vescovi cattolici africani, fu condannato all'esilio.
Dal 1933 Capocilla è annoverata tra le sedi vescovili titolari della Chiesa cattolica; dal 12 ottobre 2013 l'arcivescovo, titolo personale, titolare è Ilson de Jesus Montanari, segretario del Dicastero per i vescovi, segretario del Collegio cardinalizio e vicecamerlengo di Santa Romana Chiesa.

## Cronotassi

### Vescovi residenti
- Forte † (menzionato nel 484)

### Vescovi titolari
- Leobard D'Souza † (12 novembre 1964 - 17 dicembre 1965 succeduto vescovo di Jabalpur)
- James Philip Mulvihill, O.M.I. † (18 dicembre 1965 - 13 luglio 1967 nominato vescovo di Whitehorse)
- Felix Ley, O.F.M.Cap. † (11 marzo 1968 - 23 gennaio 1972 deceduto)
- John Rodgers, S.M. † (7 aprile 1972 - 1º marzo 1973 nominato vescovo di Rarotonga)
- Guy Armand Romano, C.SS.R. † (25 giugno 1984 - 3 marzo 1997 nominato vescovo di Niamey)
- Joseph Fred Naumann (8 luglio 1997 - 7 gennaio 2004 nominato arcivescovo coadiutore di Kansas City)
- Juan Navarro Castellanos (31 gennaio 2004 - 12 febbraio 2009 nominato vescovo di Tuxpan)
- Ilson de Jesus Montanari, dal 12 ottobre 2013